# Teoría Tridimensional de la Contabilidad T3C
La Teoría Tridimensional de la Contabilidad T3C corresponde a una formulación conceptual y práctica de la contabilidad desarrollada por los investigadores contables Eutimio Mejía Soto, Carlos Alberto Montes Salazar y Gustavo Mora Roa, de la Universidad del Quindío y Omar de Jesús Montilla Galvis de la Universidad del Valle (Colombia). La referenciada Teoría define la contabilidad como “la ciencia social aplicada que estudia la valoración cualitativa y cuantitativa de la existencia y circulación de la riqueza (ambiental, social y económica) controlada por las organizaciones, utilizando diversos métodos que le permiten evaluar la gestión (control múltiple) que la organización ejerce sobre la mencionada riqueza, con el fin de contribuir a la acumulación, generación, distribución y sostenibilidad integral de las mismas (riquezas)".
La teoría tridimensional de la contabilidad T3C supera la visión reduccionista de considerar el saber contable solo en la dimensión económico-financiera. Propone que la contabilidad es una ciencia social aplicada autónoma e independiente, distanciándose de las corrientes que la adscriben como técnica de la economía. La tradicional unidad de medida monetaria, es considerada una posibilidad, pero no la única en el universo de medición/valoración posible de la contabilidad. Los elementos tradicionales [gnoseológicos, conceptuales, técnico-procedimentales] deben ser redefinidos para ampliar el espectro teórico-aplicado de la contabilidad de las organizaciones. La función y finalidad de la contabilidad constituyen el núcleo de desarrollo de la disciplina contable [ítem teleológico y deontológico], superando el instrumentalismo y generando un compromiso con el desarrollo sostenible integral propio de una disciplina social. 
La construcción de una estructura general de los modelos contables y el diseño general de los marcos conceptuales para la preparación y presentación de estados e informes contables ambientales, sociales y económicos, pretende cubrir la necesidad de soportar la representación de la realidad contable ambiental, social y económica en parámetros, criterios y conceptos propios de su naturaleza. La estructura de los marcos conceptuales de contabilidad para los diferentes modelos conservará unos componentes e ítems comunes que permitan la comparabilidad estructural y la diferenciación conceptual de los diferentes sistemas contables, es así, como la estructura general y el marco general contable constará de los mismos ítems en términos abstractos, pero en el modelo y los sistemas contables específicos tendrán su propia naturaleza, dependiendo la realidad (ambiental, social o económica a representar).

## Conceptos básicos

### Biocontabilidad
La disciplina social (rama o modelo de la ciencia contable) que estudia la valoración cualitativa y cuantitativa de la existencia y circulación de la riqueza natural controlada por las organizaciones, utilizando diversos métodos que le permiten evaluar la gestión que la organización ejerce sobre la riqueza natural, con el fin de contribuir a la acumulación, generación, distribución y sostenibilidad integral de la misma.

La biocontabilidad se diferencia de la contabilidad ambiental, término que tradicionalmente se ha utilizado para hacer referencia a la rama de la contabilidad económica que estudia la valoración cuantitativa monetaria  de la existencia y circulación de la riqueza natural controlada por las organizaciones, utilizando diversos métodos que le permiten evaluar la gestión económica que la organización ejerce sobre la riqueza natural, con el fin de contribuir a la acumulación, generación, distribución y su sostenibilidad económica. 

|   | Criterio a evaluar          | Bio-contabilidad                                                            | Contabilidad Ambiental                                                                    |
| - | --------------------------- | --------------------------------------------------------------------------- | ----------------------------------------------------------------------------------------- |
| 1 | Ubicación contable          | Modelo contable                                                             | Sistema contable derivado del modelo contable económico                                   |
| 2 | Objeto de estudio           | Valoración ambiental de la riqueza ambiental controlada por la organización | Valoración económica de la riqueza ambiental controlada por la organización               |
| 3 | Finalidad                   | La sostenibilidad de la riqueza ambiental                                   | Mantenimiento del capital financiero                                                      |
| 4 | Criterios de reconocimiento | La existencia de un recurso útil para la dimensión ambiental                | a. el beneficio o sacrificio económico de la partida y b. la medición monetaria confiable |
| 5 | Presentación de información | Estados contables ambientales                                               | Estados contables financieros (partidas ambientales)                                      |
| 6 | Beneficios perseguidos      | Ambientales                                                                 | Económicos                                                                                |
| 7 | Unidad de medida            | Unidades de valor ambiental                                                 | Unidades monetarias                                                                       |
| 8 | Método de representación    | Múltiples métodos                                                           | Partida doble                                                                             |

### Sociocontabilidad
La disciplina social (rama o modelo de la ciencia contable) que estudia la valoración cualitativa y cuantitativa de la existencia y circulación de la riqueza social controlada por las organizaciones, utilizando diversos métodos que le permiten evaluar la gestión que la organización ejerce sobre la riqueza social, con el fin de contribuir a la acumulación, generación, distribución y sostenibilidad integral de la misma.

### Contabilidad económica
La disciplina social (rama o modelo de la ciencia contable) que estudia la valoración cualitativa y cuantitativa de la existencia y circulación de la riqueza económica controlada por las organizaciones, utilizando diversos métodos que le permiten evaluar la gestión que la organización ejerce sobre la riqueza económica, con el fin de contribuir a la acumulación, generación, distribución y sostenibilidad integral de la misma.

## Antecedentes
1. Mora, Montes y Mejía (2005) en el texto “Efectos de la regulación contable internacional” proponen que las acciones de las organizaciones tienen efectos económicos, sociales y ambientales; se afirma que la contabilidad tradicional solo reconoce parte de los impactos económicos, desconociendo los impactos en las otras dos dimensiones en las que debe informar la organización.
2. Montes, Mejía y Montilla (2005, 210) en el texto “Contabilidad emergente” se propone para la contabilidad el Programa de investigación científico PIC “ético-socio-humanístico” donde la contabilidad abandona el carácter eminentemente económico para crear un nuevo núcleo ubicando la relación naturaleza-hombre-economía como estructura básica.
3. Montes, Mejía y Salazar (2006, 98 y 99) en el texto "Paradigmas en Contabilidad” sintetizan la propuesta de un nuevo modelo de contabilidad orientado “al mejoramiento de las condiciones de vida de las comunidades, contribuir a la protección del medio ambiente y garantizar que las generaciones puedan satisfacer sus necesidades como lo prescribe el concepto de desarrollo sostenible”, este nuevo modelo se denominó “paradigma ético-socio-humanístico de la contabilidad”.
4. Mejía (2010) en el texto “Contabilidad Ambiental” sustenta porque el modelo financiero no es pertinente para dar cuenta de la realidad ambiental, señala además que es diferente la contabilidad ambiental, la contabilidad de gestión ambiental y la contabilidad financiera ambiental, indicando que la primera requiere su formulación conceptual y su desarrollo técnico.
5. Mejía y Montes (2011) en la ponencia “Estructura general de la teoría pura, los modelos y sistemas en contabilidad” presentan una nueva definición de contabilidad como “la ciencia social aplicada que estudia la valoración cualitativa y cuantitativa de la existencia y circulación de las riquezas (ambiental, social y económica) controladas por las organizaciones, utilizando diversos métodos que le permiten evaluar el control múltiple que la organización ejerce sobre la mencionada riqueza, con el fin de contribuir a la acumulación, generación, distribución y sostenibilidad integral de la misma”.
6. Mejía y Montes (2012) en el artículo “Análisis de los conceptos de capital, mantenimiento de este y su relación con la riqueza ambiental” establecen que la contabilidad tiene tres modelos contables: ambiental, social y económico; que corresponden a igual número de dimensiones de la contabilidad y tipos de riqueza que la organización debe generar, acumular y sostener de manera integral.
7. Mejía y Vargas (2012) en el artículo “Contabilidad para la sostenibilidad ambiental y social” consideran que la contabilidad está comprometida con la sostenibilidad integral, para lo cual los conceptos tradicionales de los modelos y sistemas contables deben ampliarse para permitir la inclusión de la naturaleza y la sociedad en su universo discursivo. Las definiciones tradicionales de activo, pasivo, patrimonio, ingreso y egreso deben ser reconstruidas  de forma que las dimensiones tradicionalmente no incluidas en la información contable puedan incluirse.
8. Mejía, Mora y Montes (2013) en el artículo “Adscripción de la contabilidad en la estructura general del conocimiento” se presenta la Teoría tridimensional de la contabilidad como una nueva visión amplia, holística e integral de la contabilidad, afirmando que “la ciencia contable debe dar cuenta de la dimensión ambiental, la social y la económica, pero el componente económico no es el más importante”.
9. Mejía,  Mora y Montes (2013) en el artículo “Aproximación crítica a la función contable desde la teoría tridimensional de la contabilidad”, indican que la contabilidad  no limita su actuar a la descripción neutral  de la realidad, sino que por el contrario su finalidad se encuentra fundada en consideraciones éticas que la hacen una disciplina moral, normativa y  crítica, que describe, explica, predice y prescribe la situación y dinámica de la riqueza que la organización controla. La existencia de este saber milenario (contabilidad)  se sustenta en la su capacidad para contribuir a la acumulación, generación, distribución y sostenibilidad integral de la riqueza ambiental, social y económica que las organizaciones gestionan y que sobre las mismas agregan o destruyen valor, dependiendo la gestión organizacional y la interrelación hombre-organización -sociedad-naturaleza.
10. Mejía, Montes y Mora (2013) en el artículo “Identificación del objeto de estudio de la contabilidad” señalan que la contabilidad como ciencia social aplicada tiene un objeto de estudio amplio que permite cumplir su función y finalidad.  El documento  identifica diferentes propuestas  objetos de estudio tanto materiales como formales, se clasifican y propone un objeto de estudio integral “la valoración cualitativa y cuantitativa de la existencia y circulación de  riqueza controlada por la organización”.